# Javier Lambán

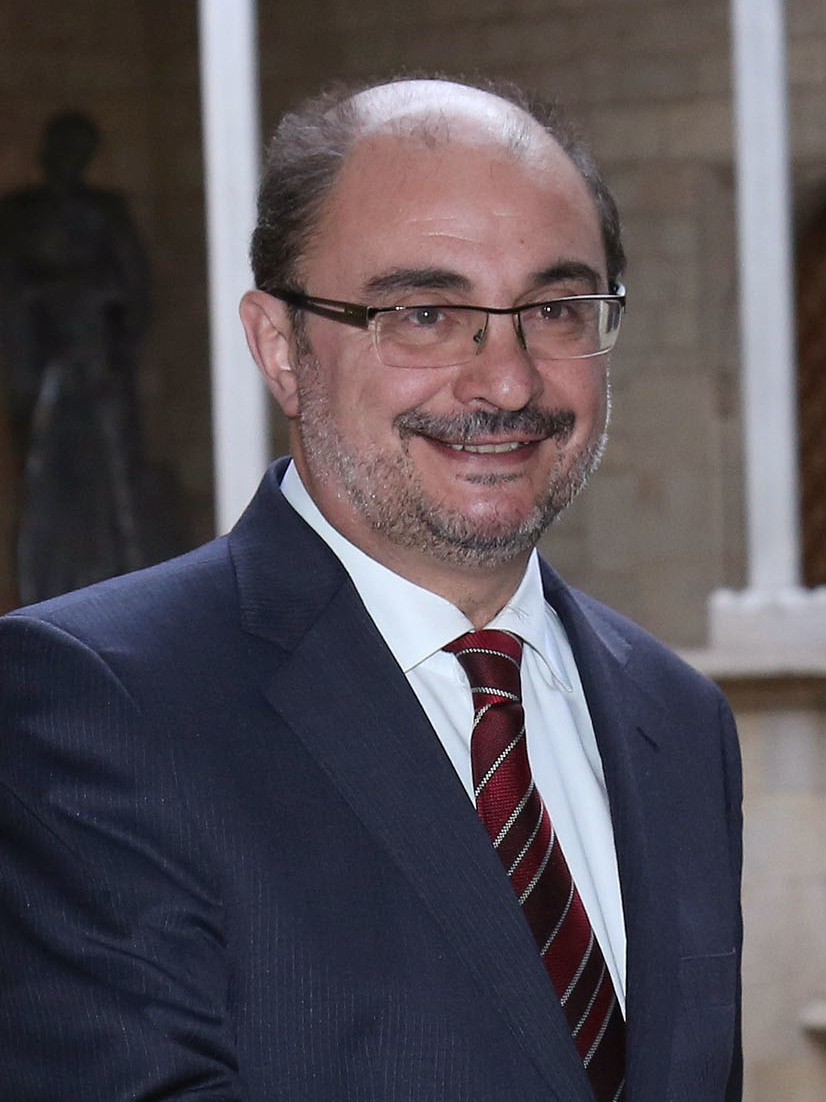
Lambán in 2016

Javier Lambán (Ejea de los Caballaros, 19 augustus 1957 – aldaar, 15 augustus 2025) was een Spaans politicus. Hij was lid van de PSOE. Van 2015 tot 2023 was hij president van de autonome regio Aragón. In die hoedanigheid volgde hij Luisa Fernanda Rudi op. Eerder was hij president van de provincie Zaragoza tussen 1999 en 2011, en was burgemeester van Ejea de los Caballeros tussen 2007 en 2014. 
In 2023 won de Partido Popular de verkiezingen in Aragon waarna Lambán werd opgevolgd door Jorge Azcon-Navarro tot dan toe burgemeester van Zaragoza.
Lambán overleed op 15 augustus op 67-jarige leeftijd.